# Propos discriminatoires
Les propos discriminatoires peuvent être définis comme des propos qui engendrent de la discrimination par le seul effet du langage, contrairement à d'autres formes de discrimination qui s'effectuent par des actes et des gestes, telles que la discrimination à l'embauche, la discrimination au logement, la discrimination dans l'accès aux moyens de transport et aux lieux publics ou la discrimination dans le salaire ou le traitement.

## Droit par pays

### Droit américain
La notion de propos discriminatoires est rejetée en droit constitutionnel américain en raison d'une compréhension très large de la liberté d'expression du premier amendement à la Constitution des États-Unis. La discrimination est autrement interdite pour les actes discriminatoires qui n'ont rien à voir avec les propos, comme ceux relatifs à l'emploi et au logement. L'État n'a constitutionnellement pas le pouvoir de bannir des propos simplement parce qu'ils sont insultants ou offensants. Les poursuites en diffamation s'appliquent entre deux personnes privées et n'exigent pas l'intervention de l'État.

### Droit canadien
L'arrêt Whatcott est un arrêt de principe de la Cour suprême du Canada sur les propos discriminatoires aux termes du Code des droits de la personne de la Saskatchewan.

#### Droit québécois
En droit québécois, les propos discriminatoires ne peuvent que concerner les motifs de distinction, exclusion ou préférence de l'article 10 de la Charte des droits et libertés de la personne. Il peut y avoir une plainte devant le Tribunal des droits de la personne en cas de harcèlement discriminatoire ou de publicité discriminatoire ; pour les autres types de propos discriminatoires, il y a plutôt recours devant les tribunaux de droit commun.
La preuve des propos discriminatoires s'effectue en fonction des effets discriminatoires probables des propos et non sur le préjudice émotionnel subi par la personne qui allègue être victime de discrimination. Il y a concrètement trois critères à prouver pour la discrimination (1) distinction, exclusion ou préférence; (2) une des caractéristiques protégées a été un facteur dans la différence de traitement; (3) cette différence de traitement a pour effet de détruire ou de compromettre l’égalité dans la reconnaissance ou l’exercice d’un droit dont la protection s’impose au regard de l’art. 9.1 dans le contexte où il est invoqué ; pour les articles 10 et suivants de la Charte, l'analyse en vertu de l'article 9.1 ne s'impose pas,. Le troisième critère de la discrimination signifie que les propos discriminatoires doivent se situer dans un contexte où la victime tente d'exercer un droit protégé par la Charte québécoise; il est donc nécessaire d'associer l'article 10 de la Charte québécoise à un autre article. Il y a ensuite trois critères additionnels dans la preuve de l'atteinte illicite : faute, préjudice et lien de causalité.
Par ailleurs, dans les normes déontologiques des journalistes (qui sont du droit mou plutôt que du droit solide car les journalistes ne sont pas organisés en profession), les propos discriminatoires ont une acception différente qu'en droits de la personne : il s'agit de « représentations ou des termes qui tendent, sur la base d’un motif discriminatoire, à susciter ou attiser la haine et le mépris, à encourager la violence ou à entretenir les préjugés ». Pour contrevenir à son Guide déontologique, un journaliste n'a pas à compromettre l'égalité dans l'exercice d'un droit, comme l'exige le critère de la Charte québécoise, il lui suffit d'utiliser des termes ou représentations qui entretiennent les préjugés ou qui suscitent le mépris ou la haine en raison d'un motif de discrimination reconnu.

### Droit français
La France interdit la publication de propos diffamatoires ou insultants depuis 1881. La discrimination et les propos discriminatoires sont sanctionnés en vertu de lois pénales.